# Chansa Kabwela
Chansa Kabwela là một nhà báo người Zambia, đồng thời là biên tập viên thời sự của tờ báo Zambia Post, người đã gây chú ý rộng rãi sau khi cô bị bắt vì tội danh tục tĩu. Kabwela đã phân phối các hình ảnh đồ họa về việc sinh nở cho các quan chức chính phủ để minh họa các tác động của cuộc đình công của các y tá Zambia. Kabwela đã được tha bổng cho tội danh tục tĩu.

## Lý lịch
Vào ngày 13 tháng 7 năm 2009, Kabwela đã bị bắt vì " phân phát tài liệu tục tĩu ": vào ngày 10 tháng 6, để minh họa hiệu quả của một cuộc tấn công của các y tá Zambian, cô đã gửi cho các quan chức chính phủ một bức ảnh của một phụ nữ sinh con trong bãi đậu xe của bệnh viện mà không được hưởng lợi hỗ trợ y tế (trẻ sơ sinh, người ở vị trí mông, bị ngạt khi sinh).
Tổng thống Rupiah Banda tuyên bố rằng những hình ảnh (được chụp bởi chồng của người phụ nữ và Kabwela đã coi là quá đồ họa để công bố) là khiêu dâm, và ra lệnh bắt giữ người chịu trách nhiệm; Kabwela sau đó đã tự mình chuyển sang cảnh sát. Phiên tòa của cô bắt đầu vào tháng 8 năm 2009. Ủy ban Bảo vệ Nhà báo gọi các cáo buộc chống lại Kabwela là "không có thật", và Phóng viên Không Biên giới mô tả các cáo buộc là "lố bịch" và "vô lý".
Vào ngày 10 tháng 8, Post đã xuất bản một bài xã luận ủng hộ Kabwela, gọi phiên tòa là "hài kịch của các lỗi"; sau đó họ đã bị buộc tội khinh miệt của tòa án. Những chi phí đó sau đó đã được loại bỏ.
Đồng thời, Mặt trận Yêu nước đã thể hiện sự ủng hộ của Kabwela, dẫn đến đụng độ với những người ủng hộ Phong trào cầm quyền vì Dân chủ Đa Đảng.
Cô được tha bổng vào ngày 16 tháng 11.